# 万年泉路站
万年泉路站，位于中华人民共和国山东省青岛市李沧区万年泉路与华楼山路交叉口南侧地下，是青岛地铁3号线的地铁车站。

## 沿革
- 2009年11月30日，青岛地铁一期工程正式奠基，地铁车站土建开始。
- 2015年12月16日，随3号线通车试运营后开放[1]。

## 车站结构
地铁3号线经过此站时为南北走向，沿万年泉路伸展。
车站为地下二层岛式站台车站，主体外包尺寸总长199.6 m、标准段总宽19.958 m、标准段总高17.56 m，站厅层主体宽19.96 m、风道宽8 m、主体长182 m、风道长133.7 m、面积4207 m²，站台层宽10 m、有效长120 m、计算长113 m、面积1 200 m²。
车站主体采用暗挖法施工，设2个出入口、2组风亭、1个消防出入口，分别位于万年泉路两侧。
| 地面 |                    | A-B出入口                        |  |  |
| B1层 | 站厅               | 客服中心、自动售票机、进出站闸机 |  |  |
| B2层 |                    | 3号线 往青岛站（海爾路）         |  |  |
|      | 岛式站台，左侧开门 |                                  |  |  |
|      |                    | 3号线 往青岛北站（李村）         |  |  |

## 出入口
- ：万年泉路（西）、青岛市农科院、青岛浮山路小学
- ：万年泉路（东）、青山路、华楼山路
  - 图例： 设有

## 车站周边
万年泉路站位于浮山路街道中部，与崂山区中韩街道接壤。南侧临近海尔工业园，西北700米濒临李村河。东临瑞康花园小区。附近机构有百通花园社区卫生站、南庄社区卫生站、南庄幼儿园、浮山路小学、枣山小学、青岛第六十二中学、李沧区人民政府、李沧城管浮山路中队与九水路工商所。

## 换乘
万年泉路站除自身轨道交通性质外，还可实现与市内公交车和出租车的近距离换乘：
- 分布于周边的公交车站，包括以下路线的停靠站点：102、114、123、216、306、313、318、363、378、605、606、633路等。